# Cotinis aliena
Cotinis aliena är en skalbaggsart som beskrevs av Robert E. Woodruff 2008. Cotinis aliena ingår i släktet Cotinis och familjen Cetoniidae. Inga underarter finns listade i Catalogue of Life.